# Claude Becognée
Claude Becognée est un directeur de la photographie français né en 1933. 

## Filmographie partielle
Cadreur
- 1968 : Des extraterrestres de Jean-Pierre Bastid[1]
- 1972 : La Guerre des espions de Jean-Louis van Belle
- 1979 : Les Égouts du paradis de José Giovanni

Directeur de la photographie
- 1974 : L'Ampélopède de Rachel Weinberg
- 1976 : La Comtesse Ixe de Jean Rollin
- 1977 : L'Aigle et la colombe de Claude Bernard-Aubert
- 1978 : Les Raisins de la mort de Jean Rollin
- 1978 : Freddy de Robert Thomas
- 1978 : Comment se faire réformer de Philippe Clair
- 1978 : Les réformés se portent bien de Philippe Clair
- 1979 : Gros-Câlin de Jean-Pierre Rawson
- 1979 : Ces flics étranges venus d'ailleurs de Philippe Clair
- 1979 : Rodriguez au pays des merguez de Philippe Clair
- 1981 : Les Surdoués de la première compagnie de Michel Gérard
- 1982 : Les Paumées du petit matin de Jean Rollin
- 1983 : Mon curé chez les Thaïlandaises de Robert Thomas
- 1983 : Le Retour des bidasses en folie de Michel Vocoret
- 1984 : Les Trottoirs de Bangkok de Jean Rollin
- 1985 : Vive le fric ! de Raphaël Delpard
- 1986 : Banana's Boulevard de Richard Balducci
- 1988 : Adieu, je t'aime de Claude Bernard-Aubert
- 1992 : Le Retour des Charlots de Jean Sarrus